# 陣ケ下渓谷
陣ケ下渓谷（じんがしたけいこく）は、横浜で唯一「渓谷」と呼ばれている谷戸。帷子川の支流にあたる市沢川の渓谷。

## 地理
鎌倉時代に源頼朝の御家人である和田義盛が狩の陣を張ったのでこの名が付けられたとされる。環状2号線が通るのに伴い、都市公園（風致公園）として整備された。2004年（平成16年）4月、陣ケ下渓谷公園として公開された。
横浜市水道局西谷浄水場の周囲に広がる保土ケ谷区の住宅街の中にあり、西側の台地上には県営西原住宅団地や公団くぬぎ台団地等の大規模住宅地が密着し、下流に当たる北側には相鉄本線（相模鉄道）、国道16号、帷子川本流が東西に走っている。林のなかではいたるところで湧き水がわき、横浜という都市部にもかかわらず、ある程度きれいな流れを保っている。ただし、前述のとおり上流は住宅地であるために生活排水もまぎれており、冬場など湧き水の少ない時期では泡がたつこともある。
明確な源頭といいうる地点は知られておらず、周辺の民有地や住宅地からの雨水、横浜市水道局西谷浄水場から出る雨水等の濾過水、保土ケ谷高校遊水池からの流入水などを水源としており、周辺が住宅地や環状2号線として開発される以前は地下水からの湧出を水源としていたと考えられている。

## 陣ヶ下高架橋
環状2号線の高架道路を陣ケ下渓谷の上を通すために建設された高架橋。形式はPC中空床版連続ラーメン橋。建設にあたっては、渓谷の森を損ねないために上下線を分離して森の中への日照を確保し、基礎も深礎基礎とした。その結果、上下線の間の空間から、森にもともと生えていた木が地上からそのまま伸びて姿をあらわしている。円柱の橋脚は船底曲線断面の桁と接合され、土木学会デザイン賞2003の受賞時の講評では「優美なコンクリートの造形…柱の造形は巨大な茸を思わせ、森の自然との違和感が」なく、風致公園の構成要素となっていることが評価された。2001年（平成13年）度に土木学会田中賞、土木学会デザイン賞2003年度最優秀賞を受賞。
なお、高架下は陣ケ下渓谷ひろば公園として整備されている（陣ケ下渓谷公園の北東側に位置する）。

## ギャラリー

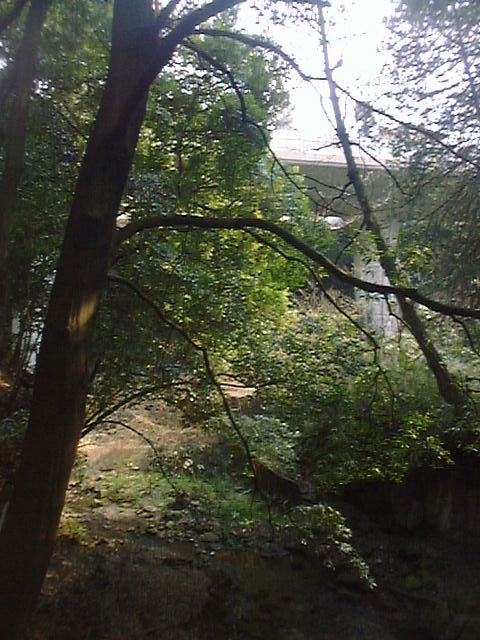
陣ケ下渓谷（右上の橋脚は環状2号）
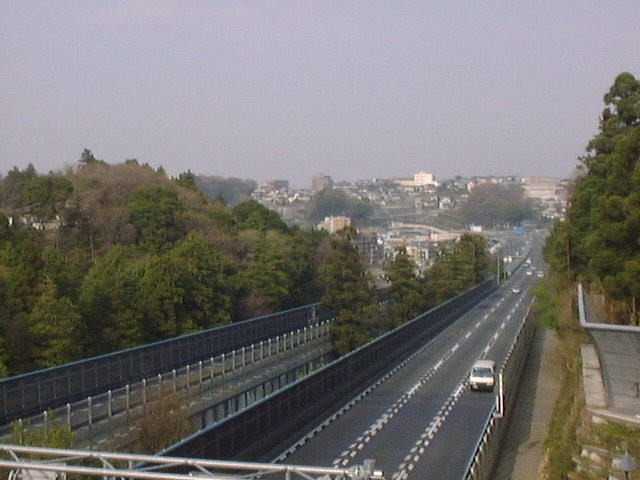
陣ケ下隧道[7]より（左側が渓谷）
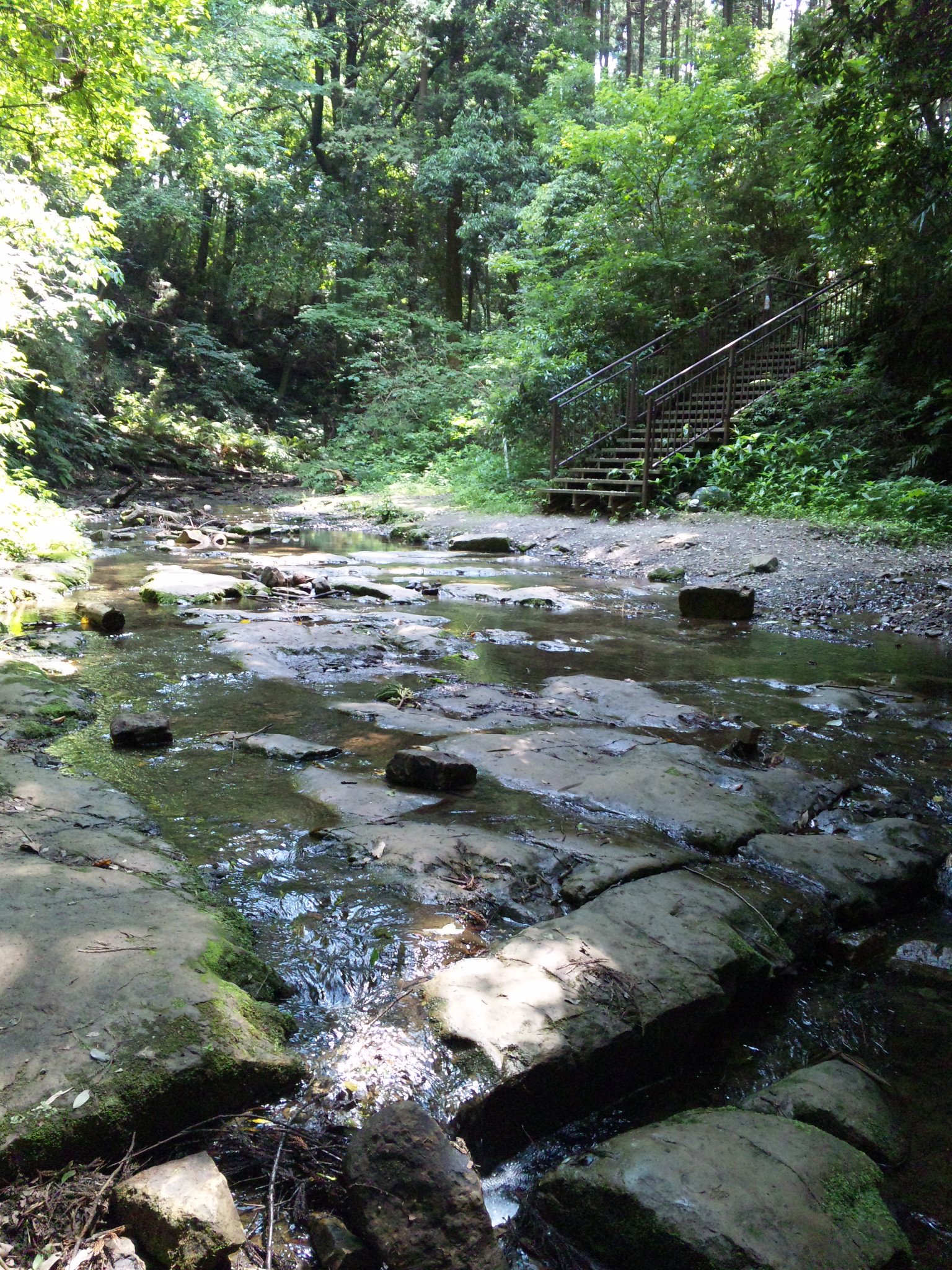
陣ケ下渓谷

## 周辺

### 見どころ
- 西谷浄水場（水道山）
- 横浜水道記念館 - 1987年（昭和62年）開設。1887年（明治20年）に出来た日本最初の水道「横浜水道」の博物館。
- 水道技術資料館
- 円座農園

### 神社仏閣
- 川島杉山神社 - 川島町の鎮守。渓谷の北東側高台に鎮座。
- 妻恋稲荷 - 川島杉山神社より南西方約100mの所に鎮座。
- 上星川杉山神社 - 上星川の鎮守。
- 富士山神社 - 西谷町の鎮守で、上星川杉山神社より分社。境内に西谷富士と呼ばれる富士塚がある。
- 正観寺観音堂 - 旧小机領33観音霊場第5番札所。
- 随流院 - 旧小机領33観音霊場第6番札所。
- 妙福寺
- 東光寺

## 交通
- 上流側
  - 相模鉄道和田町駅から相模鉄道バス「浄水場裏」下車徒歩10分。
  - 相模鉄道バス「西原住宅入口」下車徒歩5分
  - 駐車場20台1時間100円（陣ケ下渓谷公園）
- 下流側
  - 相模鉄道上星川駅または西谷駅下車。徒歩15分。